# Laura Grigori
Laura Grigori ist eine französisch-rumänische Informatikerin und Mathematikerin für angewandte Mathematik, die für ihre Forschung in den Bereichen numerische lineare Algebra und kommunikationsvermeidende Algorithmen bekannt ist. Sie ist Forschungsdirektorin am Institut national de recherche en informatique et en automatique (INRIA) in Paris und leitet das wissenschaftliche Rechenprojekt "Alpines", das das INRIA gemeinsam mit dem Laboratoire Jacques-Louis Lions der Sorbonne Université durchführt.

## Studium und Karriere
Laura Grigori erhielt 2001 ihren Doktortitel an der Université Nancy 1. Ihre Doktorarbeit, Prédiction de structure et algorithmique parallèle pour la factorisation LU des matrices creuses, behandelt die Verwendung von parallelen Algorithmen bei der LU-Zerlegung von dünnbesetzten Matrizen.
Nach Postdoc-Forschungen an der University of California, Berkeley und am Lawrence Berkeley National Laboratory wurde sie 2004 Forscherin bei INRIA und übernahm 2013 die Verantwortung für das Alpines-Projekt. 2020 trat sie dem Vorstand der Society for Industrial and Applied Mathematics (SIAM) bei.
Seit September 2016 ist Laura Grigori Mitglied des wissenschaftlichen Lenkungsausschusses vom Partnership for Advanced Computing in Europe (PRACE) und wird 2020 dessen Vorsitzende.
Im März 2020 ist Laura Grigori auch Mitglied des wissenschaftlichen Ausschusses der PRACE-Initiative Fast Track Call for Proposals, um bei der Minderung der Auswirkungen der COVID-19-Pandemie zu helfen.

## Anerkennung
Ein Artikel aus dem Jahr 2012 über kommunikationsvermeidende Algorithmen für die parallele Matrixzerlegung von Laura Grigori, James Demmel, Mark Hoemmen und Julien Langou führt zu einem Preis bei der 2016 Supercomputing Activity Group der Society for Industrial and Applied Mathematics (SIAM): Er wird als bester Artikel ausgezeichnet, der sich mit wissenschaftlicher Parallelität und Computertechnik in den vier Jahren zuvor befasst.
Laura Grigori wird als Rednerin zu zahlreichen internationalen Konferenzen über wissenschaftliche Informatik eingeladen. Im Jahr 2020 wurde Grigori für „ihre Beiträge zur numerischen linearen Algebra, einschließlich kommunikationsvermeidende Algorithmen“ zum SIAM Fellow ernannt.